# João de Niciu

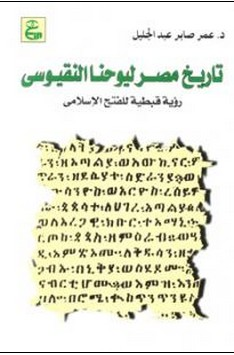
História do Egito, de João de Niciu.

João de Niciu (em grego: Ἰωάννης Νικίου; em árabe: يوحنا النقيوسي; árabe egípcio: يوحنا النيقاوى) foi um bispo egípcio copta, da localidade de Niciu/Paxati (Nikiu/Pashati), no Delta do Nilo, nomeado administrador geral dos monastérios do Alto Egito no ano 696. Escreveu uma crônica que se estende desde Adão até a conquista muçulmana do Egito e inclusive detalhes históricos importantes não conhecidos por outras fontes.
Segundo o bispo Severo de Alasmunim (Heliópolis), João de Niciu viveu na época dos patriarcas João de Semnude, Isaac e Simeão. João castigou com tanto rigor um monge que havia cometido uma falta que o homem morreu dez dias depois, pelo que o Patriarca Simeão decidiu retirar o bispo de seu cargo.
A Crônica de João de Niciu foi escrita originalmente em grego, salvo alguns dos capítulos sobre o Egito, que provavelmente foram escritos em copta, a julgar pela morfologia dos nomes. A única versão da obra que sobreviveu é uma tradução ao etíope realizada em 1602 a partir de uma tradução prévia do texto original para o árabe. No texto há várias lacunas, fruto de omissões acidentais desafortunadas. Concretamente, a passagem que cobria trinta anos, de 610 a 640, se perdeu por completo. 
A Crônica merece especial atenção pelas passagens que cobrem os primeiros anos do século sétimo. João trata em detalhes da revolta dos exércitos trácios no ano 602 e a derrocada do Imperador Maurício pelo usurpador Focas. Graças a seu relato, conhecemos melhor o reinado de Focas e, sobretudo, a revolta que se se iniciou, com êxito, por Heráclio em Cartago. Por desgraça, se perdeu a seção que cobria as guerras persas levadas a cabo por Heráclio.
Possivelmente a seção mais importante da Crônica de João seja a que trata da invasão e conquista do Egito pelas tropas muçulmanas de Anre ibne Alas. Mesmo que o autor não tenha sido provavelmente testemunha ocular, ele pertencia seguramente da geração imediatamente posterior a conquista e seu relato é o testemunho mais próximo dos acontecimentos. João descreve os sucessos mais notáveis da campanha de Anre, como a tomada da fortaleza romana de Babilônia e a captura de Alexandria. Mas, ainda que seus detalhes estejam cheios de vida, sua cronologia resulta às vezes confusa.
João reconhece como um ponto a favor dos muçulmanos não terem destruído os lugares santos dos cristãos, mas da ciência também das numerosas atrocidades que cometeram contra os egípcios e os impostos abusivos que impuseram à população nativa. Em alguns anos, os tributos chegaram a ser tão abusivos que as famílias se viram forçadas a vender seus filhos como escravos para poder pagá-los. João não deixa de constatar tampouco, com irritação, que numerosos egípcios abandonaram o cristianismo e adotaram o Islam.
João escreve de um ponto de vista monofisista, que contradiz o dogma estabelecido pelo Concílio de Calcedônia no ano 451. Para ele, a invasão de sua pátria é um castigo divino a heresia calcedônia que acometia o Império Romano. Ao final de sua Crônica, descreve a desesperança dos alexandrinos conquistados com as palavras: "Nada podia medir o luto e a lamentação que teve lugar na cidade... E não havia nada que lhes pudesse ajudar, e Deus destruiu suas esperanças e pôs os cristãos nas mãos de seus inimigos".
Outra das passagens mais estudadas da Crônica é a versão que o autor dá para a morte da filósofa Hipátia. Segundo João, Hípátia era uma bruxa que exercia influência nefasta sobre o prefeito Orestes e cujos feitiços punham em perigo a cidade de Alexandria, razão pela qual alguns dos fiéis se viram obrigados a dar-lhe morte. Hipátia foi brutalmente assassinada por monges nitrianos ou pelos parabolanos (dependendo das fontes), incitados de forma maquiavélica pelo bispo Cirilo de Alexandria.[carece de fontes?]